# جارودية (زيدية)
الجارودية وتسمى أيضًا بالسرحوبية هي فرقة من فرق المذهب الزيدي تنسب إلى أبي الجارود زياد بن المنذر الكوفي الهمذاني، وقيل الثقفي، وقيل: الهندي، وقيل: زياد بن منقذ العبدي، وقيل: زياد بن أبي زياد. وصفه ابن النديم بقوله: "من علماء الزيدية، أبو الجارود، ويكنى أبا النجم زياد بن منذر العبدي. توفى سنة 150هـ، وقيل سنة 160هـ.

## انقسامهم عن الزيدية
قال أبا الحسن علي بن إسماعيل الأشعري (ت324هـ) في كتابه مذاهب الاِسلاميين: والزيدية ست فرق: فمنهم: الجارودية: أصحاب «أبي الجارود» وإنّما سمّوا «جارودية» لاَنّهم قالوا بقول: «أبي الجارود» يزعمون أنّ النبي _ صلى الله عليه وآله وسلم _ نصّ على علي بن أبي طالب بالوصف لا بالتسمية، فكان هو الاِمام من بعده وأنّ الناس ضلّوا وكفروا بتركهم الاقتداء به بعد الرسول _ صلى الله عليه وآله وسلم _ ثم «الحسن» من بعد علي هو الاِمام ثم «الحسين» هو الاِمام من بعد الحسن. وافترقت الجارودية فرقتين: فرقة زعمت أنّ علياً نصّ على إمامة «الحسن» وأنّ الحسن نص على إمامة «الحسين» ثم هي شورى في ولد الحسن وولد الحسين فمن خرج منهم يدعو إلى سبيل ربّه وكان عالماً فاضلاً فهو الاِمام، وفرقة زعمت أنّ النبي _ صلى الله عليه وآله وسلم _ نص على «الحسن» بعد علي وعلى «الحسين» بعد الحسن ليقوم واحد بعد واحد. وافترقت الجارودية في نوع آخر ثلاث فرق: فزعمت فرقة أنّ «محمد بن عبد اللّه بن الحسن» لم يمت وأنّه يخرج ويغلب، وفرقة أُخرى زعمت أنّ محمد بن القاسم صاحب الطالقان حي لم يمت وأنّه يخرج ويغلب، وفرقة قالت مثل ذلك «يحيى بن عمر» صاحب الكوفة.
كما قال المسعودي: إنّ الزيدية كانت في عصرهم ثمانية فرق: أوّلها الفرقة المعروفة بـ «الجارودية» وهم أصحاب أبي الجارود زياد بن المنذر العبدي، وذهبوا إلى أنّ الاِمامة مقصورة في ولد الحسن والحسين دون غيرهما، ثم الفرقة الثانية المعروفة بـ «المرئية»، ثم الفرقة الثالثة المعروفة بـ «الاَبرقية»، ثم الفرقة الرابعة المعروفة بـ «اليعقوبية» وهم أصحاب يعقوب بن علي الكوفي. ثم الفرقة الخامسة المعروفة بـ «العقبية» ثم الفرقة السادسة المعروفة بـ «الاَبترية» وهم أصحاب كثير الاَبتر والحسن بن صالح بن حي. ثم الفرقة السابعة المعروفة بـ «الجريرية» وهم أصحاب سليمان بن جرير. ثم الفرقة الثامنة المعروفة بـ «اليمانية» وهم أصحاب محمد بن يمان الكوفي، وقد زاد هوَلاء في المذاهب وفرّعوا مذاهب على ما سلف من أُصولهم.
يقول النوبختي في كتابه فرق الشيعة: وفرقة منهم يسمون الجارودية قالوا بتفضيل علي عليه السلام ولم يروا مقامه يجوز لأحد سواه وزعموا أن من دفع عليا عن هذا المكان فهو كافر وأن الأمة كفرت وضلت في تركها بيعته، وجعلوا الإمامة بعده في الحسن بن علي عليهما السلام ثم في الحسين عليه السلام ثم هي شورى بين أولادهما فمن خرج منهم مستحقا للإمامة فهو الإمام. وهاتان الفرقتان هما اللتان ينتحلان أمر زيد بن علي بن الحسين وأمر زيد بن الحسن بن علي بن أبي طالب، ومنها تشعبت صنوف الزيدية.

## عقيدتهم
* العقائد في الإمامة والإمام:
- الإمامة قد صارت بعد مضي الحسين في ولد الحسن والحسين، وليست في أولاد الحسين خاصة.
- لا يكون الإمام إماماً حتى يخرج داعياً إلى نفسه، ومن تخلف عنه فهو كافر، ومن ادعى الإمامة وهو قاعد فهو كافر مشرك، وكذلك من وافقه على ذلك.
- الأئمة علمهم فطري، يلقى العلم في نفوسهم دون حاجة للتعلم، وعندهم جميع ما جاء به النبي صلى الله عليه وسلم، فالحلال ما أحلوه، والحرام ما حرموه.
- علي رضي الله عنه علم ما علمه رسول الله صلى الله عليه وسلم من علوم الدنيا والآخرة، وزاد عليه.
- إمامة علي بالنص، لكنها بالوصف لا بالتسمية.
- إمامة الحسن والحسين بالنص، سواء من النبي صلى الله عليه وسلم أو من علي رضي الله عنه.

* العقائد في الصحابة والتابعين:
- يرى أبو الجارود كفر الشيخين -أبوبكر وعمر - ، والصحابة جميعاً؛ لأنهم قصروا في التعرف على الوصف، ولم يطلبوا الموصوف.
- يرى كفر الناس بتركهم الاقتداء بالحسن والحسين؛ لأنه قد نص على إمامتهما.

* العقائد في الإمام الغائب:
- زعم قوم من الجارودية أن الإمام المنتظر محمد بن عبد الله بن الحسن بن الحسن بن علي بن أبي طالب ويقولون أنه لم يمت ولم يقتل، وزعم قوم منهم أن المنتظر محمد بن القاسم صاحب الطالقان وأنه لم يمت ولم يقتل، وزعم قوم منهم أن المنتظر يحيى بن عمر الذي قتل بالكوفة وهم لا يصدقون بقتله.[6]

## كلام أهل العلم في الجارودية
لقد وصف المحدثون أبا الجارود بأنه كذاب وليس بثقة، وأنه كان رافضيا يضع الحديث في مثالب أصحاب رسول الله صلى الله عليه وسلم ورضي الله عن أصحاب رسول الله.
من المصادر السنية التي تكلمت عن الجارودية:
- قال الإمام أحمد بن حنبل: متروك الحديث وضعفه جدا.[7]
- وقال يحيى بن معين: زياد بن المنذر أبو الجارود كذاب عدو الله ليس يساوي فلسا.[8]
- وقال بن حبان: كان رافضيا يضع الحديث في مثالب أصحاب النبي صلى الله عليه وسلم ويروي عن فضائل أهل البيت أشياء ماله أصول لا تحل كتابة.[9]
- وقال الإمام الحاكم: 62 - زياد بن المنذر أبو الجارود الثقفي رديء يروي المناكير في الفضائل عن الأعمش وغيره.[10]
- قال عبد القاهر البغدادي: "وأما أهل الاهواء من الجارودية والهشامية والنجارية والجهمية والامامية الذين اكفروا أخيار الصحابة والقدرية المعتزلة...[11]
- قال الإمام الشهرستاني في: ومالت أكثر الزيدية بعد ذلك عن القول بإمامة المفضول وطعنت في الصحابة طعن الإمامية وهم أصناف ثلاثة: جارودية وسليمانية وبترية.[12]
- جاء في كتاب أبو الحسين الملطي قوله: الجارودية وهم بين الغالية والتناسخية لا يفصحون بالغلو ويقولون إن الله عز وجل نور، وأرواح الأئمة والأنبياء منه متولدة، وينحون نحو التناسخ ولا يقولون بانتقال الروح من جسد إنسان إلى جسد غير إنسان، بل يقولون بانتقال الروح من جسد إنسان ردئ إلى جسد إنسان مؤلم ممرض فتعذب فيه مدة بما عمل من الشر والفساد ثم تنقل إلى جسد إنسان متنعم فتتنعم فيه طول ما بقيت في الجسد الأول وزعموا أن هذا يسمى الكور فيكون معذبا أو مقيدا في جسد هرم أو ممرض أو مسقم، أو يكون منعما في جسد شاب حسن متلذذ.[13]

ومن كتب الشيعة وصف أبا الجارود إيضا بالكذب:
- حكى ان أبا الجارود سمى سرحوبا، وتنسب إليه السرحوبية من الزيدية، سماه بذلك أبو جعفر عليه السلام وذكر ان سرحوبا اسم شيطان اعمى يسكن البحر، وكان أبو الجارود مكفوفا اعمى، اعمى القلب.[14]
- أبو الجارود الهمداني الخارقي الاعمى، اخبرنا ابن عبدون. عن محمد ابن سنان: قال قال لي أبو الجارود: ولدت اعمى، ما رأيت الدنيا قط. كوفي كان من اصحاب ابي جعفر، وروى عن ابي عبد الله عليهما السلام، وتغير لما خرج زيد رضي الله عنه.[15]
- زياد بن المنذر يكنى أبا الجارود، زيدي المذهب، واليه تنسب الزيدية الجارودية، له اصل، وله كتاب التفسير عن ابي جعفر الباقر عليه السلام. اخبرنا به الشيخ أبو عبد الله محمد بن محمد بن النعمان. واخبرنا بالتفسير: احمد بن عبدون. وكان ضعيفا، وخرج أيام ابب السرايا معه فأصابه جراحة.[16]
- ذكر فخر الدين الطريحي في كتابه (مجمع البحرين): الجارودية وهم فرقة من الشيعة ينسبون إلى الزيدية وليسوا منهم، نسبوا إلى رئيس لهم من أهل خراسان يقال له أبو الجارود زياد بن أبي زياد. وعن بعض الأفاضل هم فرقتان: فرقة زيدية وهم شيعة، وفرقة بترية وهم لا يجعلون الإمامة لعلي بالنص بل عندهم هي شورى، ويجوزون تقديم المفضول على الفاضل فلا يدخلون في الشيعة.[17]

ومن المصادر التي تحدثت عن الجارودية:
- يقول ابن شهر آشوب: أبو الجارود زياد بن المندر الهمداني، كوفي تابعي زيدي واليه تنسب الجارودية. وله أصل. وله التفسير عن أبي جعفر عليه السلام.[18]
- وذكر ابن المطهر الحلي: زياد بن المنذر، أبو الجارود الهمداني - بالدال المهملة - الخارقي - بالخاء المعجمة بعدها الف، وراء مهملة، وقاف - وقيل: الحرقي - بالحاء المضمومة المهملة، والراء، والقاف - الكوفي الأعمى التابعي، زيدي المذهب، واليه تنسب الجارودية من الزيدية، كان من أصحاب أبي جعفر عليه السلام، وروى عن الصادق عليه السلام، وتغير لما خرج زيد رضي الله عنه، وروى عن زيد.[19]
- وجاء في حاشية المختصر النافع لزين الدين بن علي الجبعي العاملي: الجاروديّة فرقة من الزيدِيّة لهم شيخ يُعرف بأبي الجارود بن زياد العبديّ، يخصّون الإمامة لعليّ عليه السلام بعد النبيّ كالإماميّة.[20]
- كما ذكرهم الكرباسي في كتابه إكليل المنهج في تحقيق المطلب: الجاروديّة منسوب إلى زياد بن المنذر الجارود الهمداني، وهم القائلون بالنصّ على عليّ وكفر من أنكره وكلّ من خرج من أولاد الحسن والحسين عليهما السلام وكان شجاعاً عالماً - فهو إمام.[21]
- وفي كتاب خاتمة المستدرك للطبرسي: واما أبو الجارود فالكلام فيه طويل، والذي يقتضيه النظر بعد التأمل فيما ورد فيما قالوا فيه أنه كان ثقة في النقل مقبول الرواية معتمدا في الحديث اماميا في أوله وزيديا في آخره.[22]

## مناطق انتشار المذهب الجارودي
تنتشر الجارودية بشكل كبير في صعدة وبعض الأماكن شمال اليمن، فقد ذكر نشوان الحميري (المتوفى: 573 هـ) في كتابه الحور العين: وليس باليمن من فرق الزيدية غير الجارودية وهم بصنعاء وصعدة وما يليهما. ويتحدث كمال الحيدري عن الجارودية في أحد دروسه قائلاً: الزيدية لها أجنحة من أهم أجنحتها التي أقرب ما تكون إلى مدرسة آل البيت هو الجناح الجارودي والحوثيين من الجاروديين الشيعة.

## نقد الجارودية
كتب الشيخ ناصر القفاري بأن الجارودية ليسوا من الزيدية بل يعتبره من الرافضة،وصرح الشيخ مقبل الوادعي والذي كان زيديًا سابقًا بأن أغلبية زيدية اليمن هم رافضة.